# Abraxas viduata
Abraxas viduata là một loài bướm đêm trong họ Geometridae.